# یوژف واگو
یوژف واگو (مجاری: Vágó József؛ ۳۰ ژوئن ۱۹۰۶ – ۲۶ اوت ۱۹۴۵) بازیکن فوتبال اهل مجارستان بود.
از باشگاه‌هایی که در آن بازی کرده‌است می‌توان به باشگاه فوتبال دبرتسنی اشاره کرد. وی همچنین در تیم ملی فوتبال مجارستان بازی کرده‌است.